# Гохнари
Гохнари (груз. გოხნარი) — село в Грузии, на территории Тетрицкаройского муниципалитета края (мхаре) Квемо-Картли.

## География
Село находится в юго-восточной части Грузии, на левом берегу реки Бзисцкали, на расстоянии приблизительно 15 километров (по прямой) к северо-западу от города Тетри-Цкаро, административного центра муниципалитета. Абсолютная высота — 1354 метра над уровнем моря.

## Население
По результатам официальной переписи населения 2014 года в Гохнари проживало 25 человек (15 мужчин и 10 женщин). В национальной структуре населения грузины составляли 96 %.
| Год  | Население, человек |
| ---- | ------------------ |
| 2002 | 47                 |
| 2014 | ↘ 25               |